# Axel Stålarm
Axel Stålarm, född 3 september 1630, död 4 juli 1702 i Stockholm, var en svensk greve, kungligt råd, president i Göta hovrätt och landshövding över Nylands och Tavastehus län och Östergötlands län.

## Biografi
Axel Stålarm föddes 1630 var son till Erik Stålarm och Christina Kursell. Stålarm blev assessor i reduktionskollegium 1664. År 1668 blev han landshövding i Nylands och Tavastehus län och 1678 landshövding i Östergötlands län. Han blev 1687 även kungligt råd och president i Göta hovrätt. Stålarm blev 10 december 1687 friherre och greve, samt introducerades 1689 som nummer 33 under grevar. Han avled 4 juli 1702 i Stockholm och begravdes i Ryningska graven i Vadsbro kyrka.
Han ägde gårdarna Sjösa i Svärta socken, Årstad i Sköldinge socken, Axelsberg i Lilla Mellösa socken, Ravnäs i Konungsunds socken, Frötuna, Hagestad, Arnö, Ekhammar och Prosswahoff.

### Familj
Stålarm gifte sig omkring 1658 med Maria Kyle (1627–1697). Hon var dotter till landshövdingen Hans Claesson Kyle och Vendela Skytte. Maria Kyle hade tidigare varit gift med landshövdingen Thure Ribbing. Stålarm och Kyle fick tillsammans barnen Erik Stålarm (1660–1673) och Vendela Christina Stålarm (1662–1736) som var gift med överstelöjtnanten Magnus Fleming af Liebelitz.